# Anoplomus nigrifemoratus
Anoplomus nigrifemoratus är en tvåvingeart som beskrevs av Hardy 1973. Anoplomus nigrifemoratus ingår i släktet Anoplomus och familjen borrflugor.
Artens utbredningsområde är Laos. Inga underarter finns listade i Catalogue of Life.